# Matrixismo

O caractere kanji "赤" em vermelho, o símbolo religioso do matrixismo.

O matrixismo ou O Caminho do Um é uma suposta religião inspirada pelo longa metragem Matrix.  Concebida por um grupo anônimo no verão de 2004, alega ter atraído 300 membros até maio de 2005. Já o site Geocities alegava que a religião tinha "mais de dezesseis mil membros". Existem certos debates se os seguidores do matrixismo são sérios ou não em suas práticas; entretanto, a religião (real ou não) recebeu alguma atenção da mídia.

## História
O matrixismo, também conhecido como "O Caminho do Um", foi primeiramente concebido em 2004. Um site no Yahoo GeoCities criado por uma fonte anônima forneceu a base para a religião. O matrixismo é inspirado na trilogia Matrix e histórias derivadas (incluindo Animatrix). Entretanto, estas histórias não seriam a base fundamental. Os ideias do matrixismo podem ser traçados no início do século XX no trabalho A Promulgação da Paz Universal de `Abdu'l-Bahá escrito durante sua jornada nos Estados Unidos. Não é a primeira vez que um livro dele inspirou a criação de uma comunidade religiosa.  

## Doutrina
O matrixismo tem quatro crenças principais que são descritas como "As Quatro Doutrinas do Matrixismo". De maneira resumida elas são: acreditar em uma profecia messiânica, o uso de drogas psicodélicas como sacramento, perceber a realidade como uma de várias camadas e que é parcialmente subjetiva e ser adepto ao menos de algum dos princípios das grandes religiões mundiais. O site do matrixismo destaca o dia 19 de abril como feriado – também conhecido como "Dia da Bicicleta" – pois marca o aniversário do experimento de Albert Hofmann com o LSD.

## Simbologia
O símbolo adotado pelo matrixismo era o caractere kanji que significa vermelho. Este símbolo foi usado no jogo eletrônico Enter the Matrix. A cor é uma referência a pílula vermelha, que representa aceitar e a habilidade de ver a verdade, como mostrado no primeiro filme Matrix.